# Cachuela Esperanza
Cachuela Esperanza es una localidad de Bolivia, ubicada en el municipio de Guayaramerin de la provincia de Vaca Díez en el departamento del Beni, en pleno Amazonas. Esta localidad está a 43 km de la ciudad de Guayaramerin y es famosa por haber sido el asiento del emporio del magnate del caucho Nicolás Suárez Callaú, que en la época de esplendor de la fiebre del caucho contaba con los mayores adelantos de las ciudades de la época
La localidad fue declarada "Monumento Histórico Nacional" en 1982.

## Historia
Las cachuelas o rápidos del departamento del Beni fueron descubiertas en 1846 por el científico boliviano José Agustín Palacios, enviado por el Estado boliviano para explorar la región.
El nombre "Esperanza" se debe a Ildefonso Roca, indígena que acompañó al inglés Edwin Heath en su exploración del oriente boliviano. Según cuenta Manuel Ballivián, en su edición anotada de la Exploración del Río Beni, de Heath, aliviado de no haber muerto en el viaje, Roca sugirió que el rápido que acababan de pasar fuera llamado Esperanza, pues ni él ni los otros miembros de la tripulación habían perdido la vida.

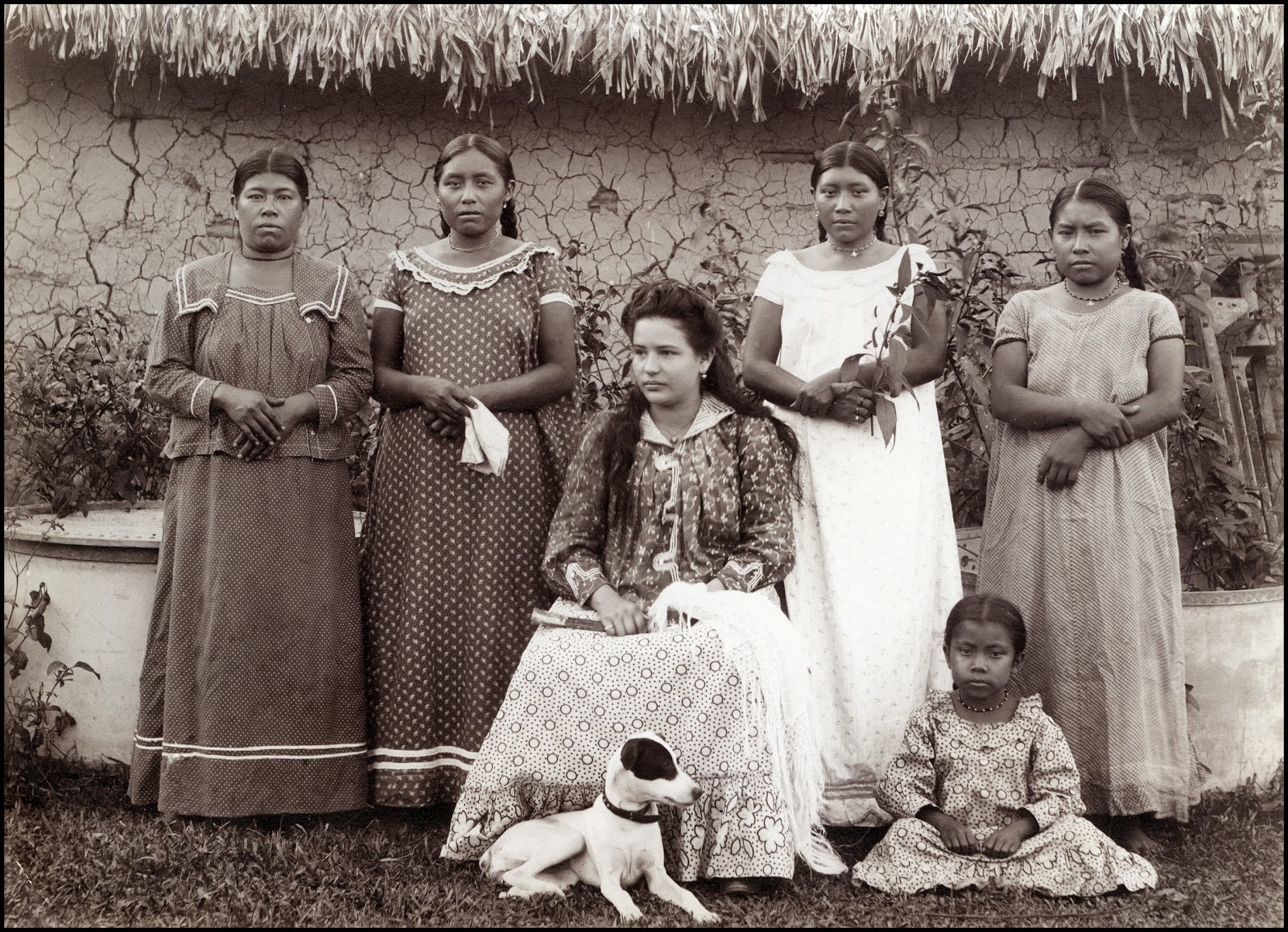
Mujeres trabajadoras en Cachuela Esperanza durante la fiebre del caucho.

Luego, en 1872, atraído por la goma elástica, Nicolás Suárez se estableció en el lugar volviéndolo el centro de su imperio, con sucursales en Acre, Manaus, Belem  y Londres. Allí hizo construir un teatro, pistas de tenis, un hotel de lujo con vistas a los rápidos y un moderno hospital conducido por médicos alemanes especializados en enfermedades tropicales. Aquí estuvo el primer aparato de rayos X de Bolivia, y el primer hidroavión, en el cual los millonarios desde Río de Janeiro y São Paulo se transportaban.

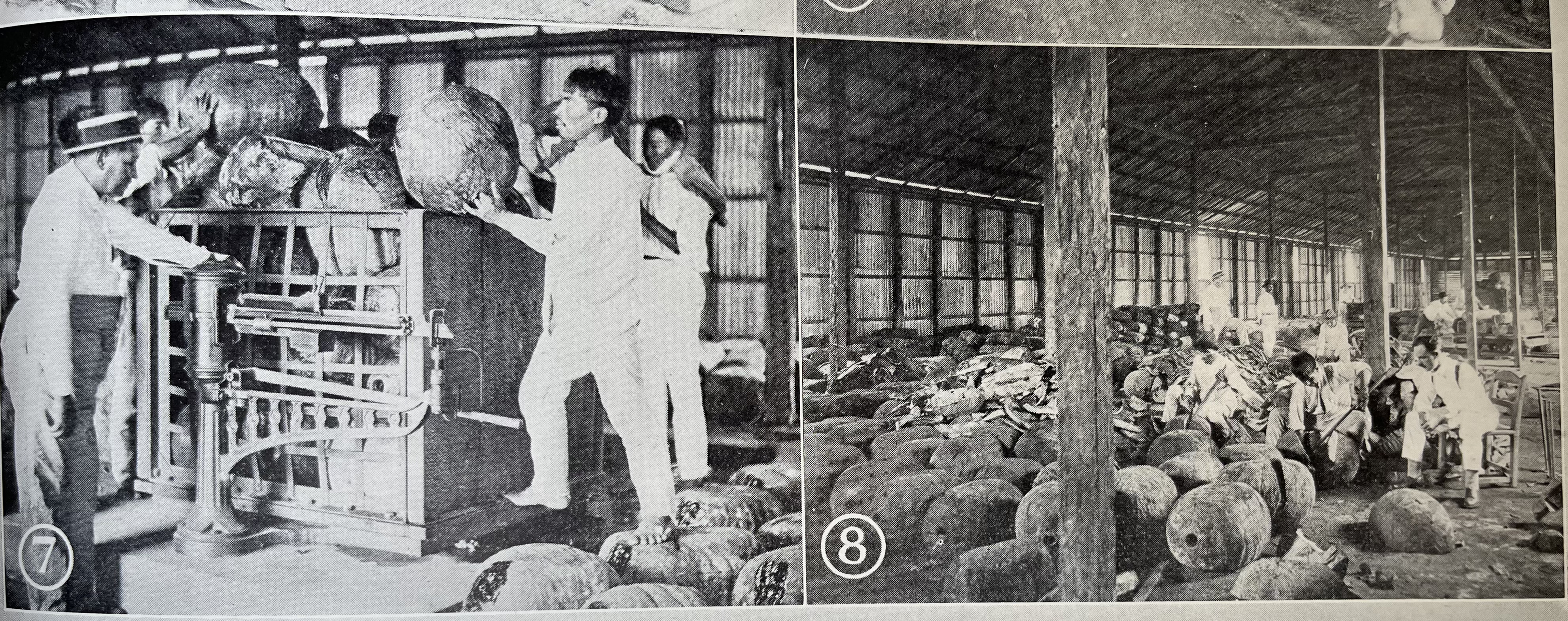
Imágenes de un almacén de goma en Cachuela Esperanza, recibida a través del transporte por el río Madre de Dios.

Cuando el caucho fue sustituido en la década de 1920 por compuestos de caucho sintético, el valor estratégico de Cachuela Esperanza declinó, y finalmente, con la revolución boliviana de 1952 se hundió hasta convertirse en un pequeño poblado.
Con el fin de rescatar el patrimonio de la localidad, el 1 de abril de 1982 fue emitido el Decreto Supremo N.º 18903 durante el gobierno del presidente Celso Torrelio Villa. Dicho decreto declaró como Monumento Histórico Nacional a Cachuela Esperanza, valorizándola así dentro de la historia nacional.
Así mismo el 18 de diciembre de 2003, durante el gobierno de Carlos Mesa, se declaró mediante Ley N.º 2610 como Patrimonio Turístico Nacional, a la zona del denominado "Triángulo Amazónico". Esta zona está compuesta por Riberalta, Tumichucua, Guayaramerín, Cachuela Esperanza y Villa Bella, al extremo norte del departamento del Beni.

## Geografía
Cachuela Esperanza se encuentra en las tierras bajas de Bolivia cerca de la frontera con el Brasil. Tiene una altitud promedio de 118 m s. n. m. La región tiene un año tropical con el clima cálido y húmedo.
La temperatura media anual es de 27.1 °C, con diferencias entre la temperatura media mensual entre junio / julio, con poco más de 25 °C y en septiembre / octubre con sólo un poco más de 28 °C. La precipitación anual es de cerca de 2000 mm.

## Población
La población del cantón de Cachuela Esperanza ha crecido en las últimas dos décadas a más del doble:
1992: 697 habitantes (censo)
2001: 1.364 habitantes (censo)
2010: 1.718 personas (actualización).

## Personalidades
La personalidad más destacada del lugar, fue sin duda el rey del caucho Nicolás Suárez Callaú. No obstante Cachuela Esperanza fue también en 1925, el lugar de nacimiento de Eugen Gomringer, hijo de padre suizo y madre boliviana, que es considerado en la actualidad como el padre de la Poesía concreta.

## Red de transportes
Cachuela Esperanza se encuentra a 93 kilómetros de Riberalta y a 660 kilómetros a  Trinidad, la capital del departamento del Beni.
Desde Cachuela Esperanza a 43 km saliendo por un camino de tierra que conduce al sur-este y cruza el Río Yata atravesando el bosque tropical y el bosque abierto, está la ciudad Guayaramerín en la margen izquierda del río Mamoré. Guayaramerín es el término final de los 1631 kilómetros de largo la carretera "Ruta 9" que se inicia hacia el sur de la frontera con Argentina en Yacuiba pasa por Trinidad y lleva a Guayaramerín.

## Las cachuelas
Los poderosos rápidos en Cachuela Esperanza interrumpen el tráfico en el río Beni 30 km por encima de su desembocadura, y durante la estación seca, las ondas de marea puede alcanzar alturas de hasta 8 metros. A través de un acuerdo entre los gobiernos de Bolivia y Brasil en 1984, se pusieron en marcha planes para la construcción de una central hidroeléctrica que genere electricidad para exportar al Brasil.